# 明星频道
明星频道（西班牙語：Las Estrellas）是墨西哥的一个地面电视频道，隶属特莱维萨集团，于1951年3月27日开播。该频道通过特莱维萨的电视联播网，向墨西哥全国的129个转播台、2个附属台及1个数字子频道转播台播出。
明星频道被视作墨西哥收视率最高的电视频道。该频道的核心电视台XEW-TV是墨西哥成立的第二家电视台。
明星频道的节目主要包括电视剧、喜剧节目、体育节目、新闻节目等, 周末时段则播出电影、真人秀、儿童节目、特别活动（演唱会、颁奖仪式等），也转播足球赛及拳击赛。

## 历史
明星频道的核心台XEW-TV于1951年3月21日开播，是墨西哥成立的第二家电视台（第一家为XHTV-TV），开播时频道名根据其频道编号命名为“第二频道”（Canal 2）。电视台的首档节目为转播墨西哥城三角洲公园的一场棒球赛。最初，频道的总部位于墨西哥城旧城区附近的Televicentro大楼，该大楼于1952年1月12日落成，频道开播时大楼尚未完工。
1985年，频道更名为“明星频道”（El Canal de las Estrellas），名称源自在该频道与观众见面的演员、名人等。1997年特莱维萨集团的主席埃米利奥·阿兹卡拉加·米尔莫去世后，频道形象有了较大改变。
2016年8月，特莱维萨集团宣布将重塑频道形象，频道名简化为Las Estrellas，频道也启用了新的台徽。频道在8月22日凌晨2:20完成改版，新的主持人、新节目及节目编排也在当日亮相。